# Leopold Schimser

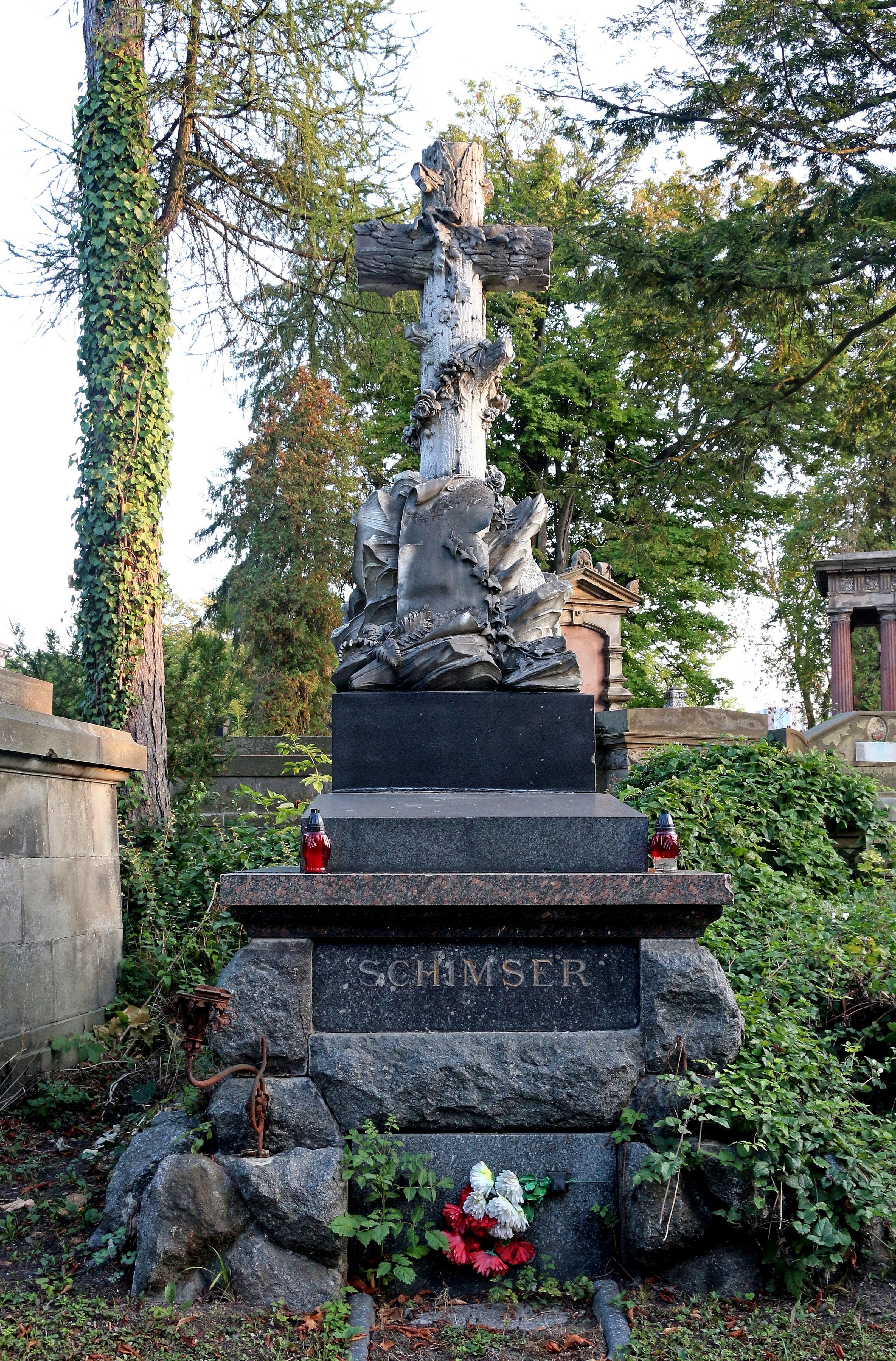

Leopold Schimser (ur. 1833 we Lwowie, zm. 28 grudnia 1888 tamże) – polski rzeźbiarz, przedsiębiorca kamieniarski.

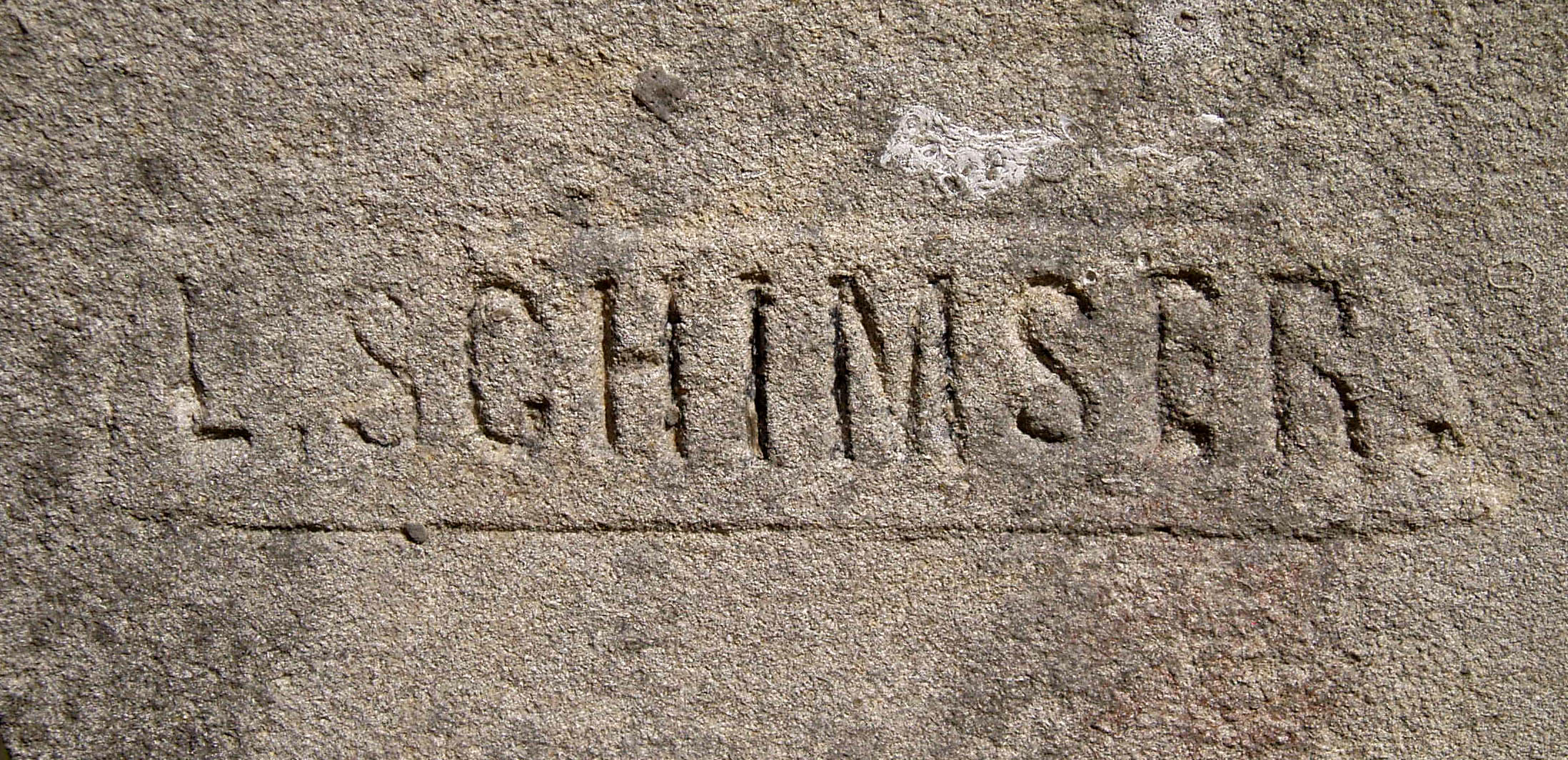
Podpis L. Schimsera na grobowcu rodziny Geschöpf na Cmentarzu Łyczakowskim we Lwowie

Był synem pochodzącego z Wiednia lwowskiego rzeźbiarza Jana Schimsera i Julianny z Michalskich oraz bratankiem Antona Schimsera. Studiował na Akademii Sztuk Pięknych w Wiedniu, ale mimo ukończenia nauki nie przejawiał wybitnych uzdolnień rzeźbiarskich. Jego autorstwa są dwa pomniki nagrobne na Cmentarzu Łyczakowskim, jeden to symboliczny grób Leszka Wiśniowskiego, drugi należał do dwuletniej córki lwowskiego lekarza Marysi Stupnickiej. Niezadowolony z własnych osiągnięć porzucił ok. 1862 rzeźbiarstwo na rzecz kamieniarstwa i prowadzenia przedsiębiorstwa do spółki z Giovannim Zulianim (1843-1909). Ponieważ Włoch okazał się świetnym zarządcą toteż firma znakomicie prosperowała i wytwarzała wyroby z granitu, labradorytu, marmuru i kamienia. Jakość potwierdzał przyznany w 1877 na Wystawie Krajowej dyplom honorowy. Warsztaty i atelier mieściły się przy ulicy Łyczakowskiej 20, obok Cmentarza Łyczakowskiego. Leopold Schimser współpracował z Piotrem Kozakiewiczem, Julianem Markowskim (synem jego siostry Marii), Ablem Marie Perierem, Feliksem Krasuskim, Pawłem Eutele i Antonim Kurzawą. Zapewniał artystom wysokiej jakości surowiec, oraz wzory i projekty, które odpowiadały ich ambicjom. Ponadto eksponował ich prace w Hotelu George.
Był postacią powszechnie znaną we Lwowie, przewodniczył Towarzystwu Strzeleckiemu i dwukrotnie był królem kurkowym. Prawdopodobnie był autorem nagrobka Władysława Niedżwieckiego na Cmentarzu Centralnym w Sanoku, zaś po jego śmierci w pracowni kierowanej przez żonę Wiktorię (1838-1908) powstał nagrobek Karoliny i Mateusza Beksińskich. Zmarł nagle mając 55 lat.